# Thomas J. Wood

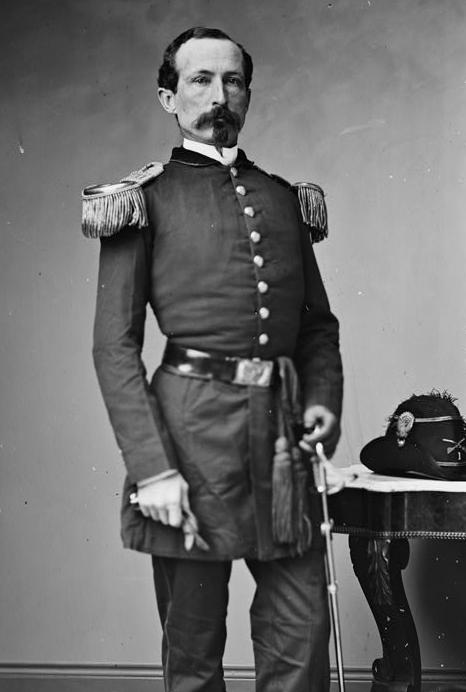
Thomas J. Wood

Thomas John Wood (* 25. September 1823 in Munfordville (Kentucky); † 26. Februar 1906 in Dayton, Ohio) war ein US-amerikanischer Offizier, der im Mexikanisch-Amerikanischen Krieg und im Sezessionskrieg auf Seiten der Union kämpfte.

## Frühes Leben
Wood wurde im ländlichen Munfordville (Kentucky), als Sohn von George Thomas Wood, einem Offizier und Elizabeth Helm geboren. Über die mütterliche Linie war er ein Cousin des Generals Benjamin H. Helm, der für die Konföderation kämpfte. 1845 machte er seinen Abschluss an der United States Military Academy. Als Second Lieutenant wurde er ins United States Army Corps of Engineers aufgenommen.
1846 diente Wood im Stab von General Zachary Taylor, als der Mexikanisch-Amerikanische Krieg ausbrach. Er wurde für Tapferkeit in der Schlacht von Buena Vista im Februar 1847 ausgezeichnet. Nach dem Krieg diente er an einer abgelegenen Kavallerieeinheit an der Grenze der USA zum sogenannten Wilden Westen. Von 1859 bis 1861 reiste Wood durch Europa.

## Bürgerkrieg
Zu Beginn des Bürgerkrieges stellte Wood Freiwilligenregimenter in Indiana auf. Im Oktober 1861 wurde er zum Brigadiergeneral der Freiwilligen aus Indiana ernannt. Im gleichen Jahr heiratete er Caroline E. Greer aus Dayton, Ohio.
Wood kommandierte zu Beginn des Krieges eine Brigade in den Feldzügen in Tennessee und Mississippi. Er war Kommandeur einer Einheit der Army of the Ohio und dann der Army of the Cumberland. Wood war am zweiten Tag der Schlacht von Shiloh dabei. Wood wurde in der Schlacht von Murfreesboro im Dezember 1862 verwundet. Ihm wurde nach der Schlacht von Chickamauga vorgeworfen, für die Niederlage von William S. Rosecrans mitverantwortlich zu sein. Am 19. September 1863 hatte Wood mitten in der Schlacht einen Befehl erhalten, der bei wörtlicher Interpretation unsinnig erscheinen musste. Anstatt diesen zu verifizieren, führte Wood ihn aus. Er zog eine Einheit ab und es entstand einen Lücke in der Front.
In diese Lücke stießen die Soldaten James Longstreets und teilten die Armee Rosecrans' in zwei Hälften. Rosecrans wurde das Kommando der Army of the Cumberland entzogen, nachdem die Union hohe Verluste in dieser Schlacht erlitten hatte. Wood behielt sein Kommando.
Wood führte einen erfolgreichen Angriff in der Schlacht am Missionary Ridge und in der Schlacht von Lovejoy's Station. In der letzten wurde sein Bein verwundet. Dennoch stand er auf dem Feld und befehligte seine Männer. Er kommandierte das IV. Corps der Army of the Cumberland in der Schlacht von Nashville. Wood trat am 1. September 1866 vom Kommando der Freiwilligen zurück.

## Nach dem Krieg
Wood diente nach der Niederlage der Konföderierten in Mississippi in der Besatzungsarmee. Er war über seine Arbeit im Freedmen’s Bureau und die Politik der Reconstruction frustriert und trat im Juni 1868 aus der Armee aus. Er litt immer noch an alten Kriegswunden.
Er zog nach Dayton und wurde in der Grand Army of the Republic aktiv, einer sozialen Organisation für Veteranen der Unionsarmee. Er arbeitete auch im Vorstand einer Militärakademie. Als er 1906 starb, war er der letzte Überlebende seiner West-Point-Klasse.